# Jorge Lavat
Jorge Lavat Bayona (Città del Messico, 3 agosto 1933 – Città del Messico, 14 settembre 2011) è stato un attore messicano. Era padre di Adriana Lavat e fratello del doppiatore José Lavat e dell'attrice Queta Lavat.

## Filmografia

### Cinema
- Las mil y una noches - regia di Fernando Cortés (1958)
- Dos corazones y un cielo - regia di Rafael Baledón (1959)
- El proceso de las señoritas Vivanco - regia di Mauricio de la Serna (1961)
- La Valentina - regia di Rogelio A. González (1966)
- El ídolo - regia di Mimí Bechelani (1966)
- Eva, ¿qué hace ese hombre en tu cama - regia di Tulio Demicheli (1975)
- El amor es un juego extraño - regia di Luis Alcoriza (1983)
- El estudiante - regia di Roberto Girault (2009)

### Televisione
- Senda Prohibida - serie TV (1958)
- Corona de lágrimas - serie TV (1964)
- La sombra del pecado - serie TV (1966)
- El usurpador - serie TV (1967)
- Obsesión - serie TV (1967)
- Anita de Montemar - serie TV (1967)
- Cruz de amor - serie TV (1968)
- Una plegaria en el camino - serie TV (1969)
- De turno con la angustia - serie TV (1969)
- La constitución - serie TV (1970)
- Cristo negro - serie TV (1971)
- Hermanos Coraje - serie TV (1972)
- El honorable Señor Valdez - serie TV (1973)
- Mi hermana la nena - serie TV (1976)
- Añoranza - serie TV (1979)
- Lo que el cielo no perdona - serie TV (1982)
- El amor ajeno - serie TV (1983)
- Un uomo da odiare (Monte Calvario) - serie TV (1986)
- Yesenia - serie TV (1987)
- La debuttante (Quinceañera) - serie TV (1987)
- Muchachitas - serie TV (1991)
- Perla - serie TV (1998)
- Cara o cruz - serie TV (2001)
- Eva Luna - serie TV (2010-2011)

## Doppiatori italiani
Nelle versioni in italiano delle opere in cui ha recitato, Jorge Lavat è stato doppiato da:
- Claudio Parachinetto in La debuttante
- Gianni Gaude in Eva Luna